# The Flying Scot
The Flying Scot é um filme policial produzido no Reino Unido, dirigido por Compton Bennett e lançado em 1958.